# Lepidostoma stigma
Lepidostoma stigma är en nattsländeart som beskrevs av Banks 1907. Lepidostoma stigma ingår i släktet Lepidostoma och familjen kantrörsnattsländor. Inga underarter finns listade i Catalogue of Life.